# كريستين ستايلز
كريستين ستايلز (بالإنجليزية: Kristine Stiles)‏ هي أستاذة جامعية ومؤلفة وكاتِبة أمريكية، ولدت في 16 فبراير 1947 في دنفر في الولايات المتحدة.